# Бенатья, Меди
Меди́ (Медхи) Бенатья́ (фр. Medhi Amine El Mouttaqi Benatia; род. 17 апреля 1987, Куркуронн, Франция) — марокканский футболист, защитник. Выступал в сборной Марокко.

## Карьера

### Клубная
Меди Бенатья — французский футболист с марокканскими корнями. Прошёл футбольную школу «Марселя» . Раскрылся в клубе «Клермон», где в 2010 году его заметили скауты «Удинезе». Являлся одним из самых многообещающих центральных защитников в Серии А. 13 июня 2013 года Бенатья заявил, что продолжит свою карьеру в «Роме». 25 августа 2013 года дебютировал за «Рому» в матче 1-го тура чемпионата Италии 2013/14 в гостях против «Ливорно».
27 августа 2014 года заключил пятилетнее соглашение с «Баварией». Сумма трансфера может составить около 30 миллионов евро. 15 июля 2016 года Бенатья был отдан в аренду на один сезон итальянскому «Ювентусу» за 3 млн евро. Соглашение между клубами предусматривало возможность выкупа контракта игрока за 17 млн евро. 12 мая 2017 года «Ювентус» воспользовался возможностью приобрести Бенатья на постоянной основе и заключил с ним контракт до 30 июня 2020 года.
28 января 2019 года Бенатья перешел в катарский «Аль-Духаиль» за 8 млн евро

### Международная
Начинал свою международную карьеру в юношеской сборной Франции, однако в 2005 году выбрал выступления за Марокко. Дебютировал за первую сборную этой страны 19 ноября 2008 года в матче против Замбии. В составе своей национальной сборной выступил на чемпионате мира 2018 года, а также Кубках африканских наций в 2012, 2013 2017 и 2019 годах. В октябре 2019 года завершил карьеру в сборной.

## Достижения
«Бавария»
- Чемпион Германии (2): 2014/15, 2015/16
- Обладатель Кубка Германии: 2015/16

«Ювентус»
- Чемпион Италии (2): 2016/17, 2017/18
- Обладатель Кубка Италии (2): 2016/17, 2017/18
- Финалист Лиги чемпионов (1): 2017

«Аль-Духаиль»
- Чемпион Катара: 2019/20
- Обладатель Кубка эмира Катара: 2019

## Статистика
| Сезон            | Команда          | Чемпионат        | Чемпионат | Чемпионат | Кубок | Кубок | Кубок | Еврокубки | Еврокубки | Еврокубки | Всего | Всего |
| Сезон            | Команда          | Лига             | Матчи     | Голы      | Лига  | Матчи | Голы  | Лига      | Матчи     | Голы      | Матчи | Голы  |
| ---------------- | ---------------- | ---------------- | --------- | --------- | ----- | ----- | ----- | --------- | --------- | --------- | ----- | ----- |
| 2006/07          | Тур              | Л2               | 29        | 0         | КФ+КЛ | 0+1   | 0     | -         | -         | -         | 30    | 0     |
| 2007/08          | Лорьян           | Л1               | 0         | 0         | КФ+КЛ | 0+1   | 0     | -         | -         | -         | 1     | 0     |
| 2008/09          | Клермон          | Л2               | 27        | 1         | КФ+КЛ | 2+0   | 0     | -         | -         | -         | 29    | 2     |
| 2009/10          | Клермон          | Л2               | 30        | 1         | КФ+КЛ | 1+2   | 1+0   | -         | -         | -         | 33    | 1     |
| Всего в Клермоне | Всего в Клермоне | Всего в Клермоне | 57        | 2         |       | 5     | 1     |           | 0         | 0         | 62    | 3     |
| 2010/11          | Удинезе          | A                | 34        | 3         | КИ    | 0     | 0     | -         | -         | -         | 34    | 3     |
| 2011/12          | Удинезе          | A                | 27        | 1         | КИ    | 0     | 0     | ЛЧ+ЛЕ     | 2+9       | 0+1       | 38    | 2     |
| Всего в Удинезе  | Всего в Удинезе  | Всего в Удинезе  | 61        | 4         |       | 0     | 0     |           | 11        | 1         | 72    | 5     |
| Всего за карьеру | Всего за карьеру | Всего за карьеру | 157       | 8         |       | 7     | 1     |           | 16        | 1         | 180   | 10    |